# Bed Bath & Beyond
Bed Bath & Beyond foi uma empresa norte-americana fundada em 1971 para produtos domésticos nos Estados Unidos, Porto Rico, Nova Zelândia e Canadá com uma rede de lojas.
Vendiam produtos para quarto, banheiro, cozinha e sala de jantar. A empresa estava incluída no S&P 500 e Global 1200 Indices e do NASDAQ-100 Index. Também esteve citada na Fortune 500 e na Forbes Global 2000.

## História
Tudo começou em 1971, quando Warren Eisenberg e Leornard Feinstein, dois ex-empregados da loja de descontos Arlan’s, tiveram a ideia de criar uma rede de lojas especializada somente em artigos para casa. A crescente importância que o design assumia na sociedade iria acabar por ter expressão no segmento dos artigos para casa, imaginavam eles. Essa era a grande aposta da dupla que iniciou o novo negócio com duas pequenas lojas, cada uma com cerca de 660m², localizadas na cidade de Nova York (subúrbio) e New Jersey. As duas lojas, chamadas inicialmente de Bed ‘n Bath, comercializavam produtos têxteis para casa e acessórios para banheiro como toalhas de banho.

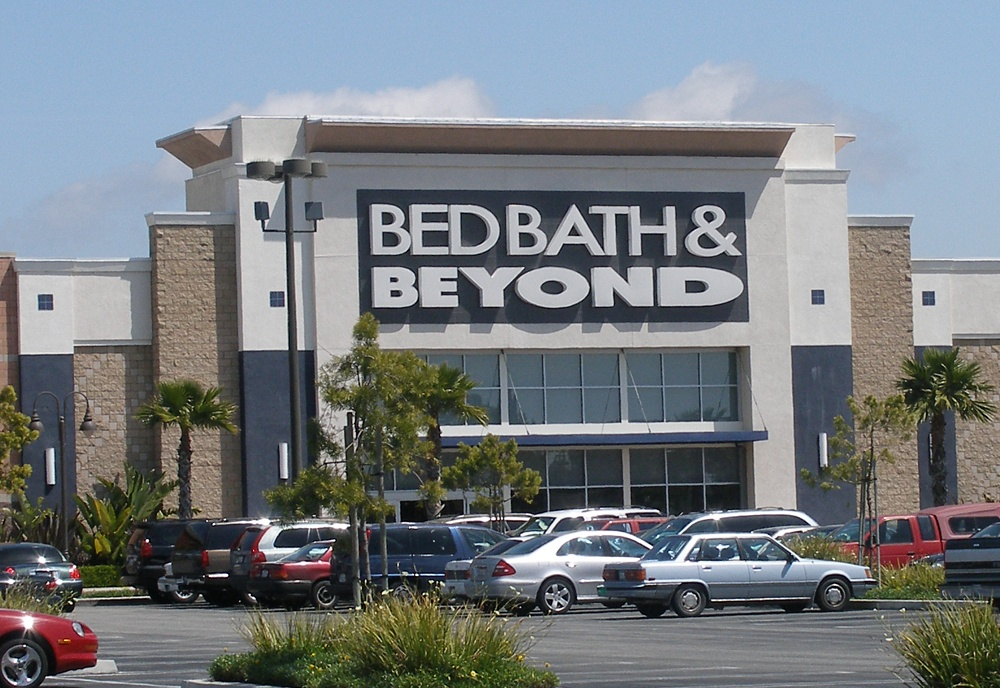
Uma filial da loja em Oxnard, Califórnia.

O negócio começou devagar, mas ao longo dos anos foi crescendo, até que em 1985, já contando com 17 lojas, a rede expandiu-se para os estados da Califórnia e Connecticut adotando o formato de superstores: grandes lojas com 6.600m² que ofereciam uma linha completa de têxteis para casa e pequenos utensílios, como louça de cozinha, além de acessórios para banheiro; mais de 300 mil itens diferentes a venda; inúmeras opções de cores, estilos e tamanho de cada produto; grandes estoques e preços competitivos e baixos. Foi o momento certo, já que a maioria das grandes redes de hipermercados estava reduzindo suas linhas de artigos para casa apostando em outras áreas.
Dois anos mais tarde, alterou o seu nome oficialmente para Bed Bath & Beyond de forma a refletir a nova estratégia da empresa: sob um mesmo teto vender produtos para decoração abrangendo todas as áreas de uma residência. Em 1991 a empresa inaugurou sete novas lojas no formato superstores nos estados de New Jersey, Califórnia, Virgínia, Illinois, Maryland, e Flórida, e as vendas atingiram os US$ 134 milhões. A expansão era inevitável, a dimensão das lojas quadruplicou entre 1992 (ano em que abriu uma mega-loja em Manhattan com enorme cobertura da mídia) e 1996. O ritmo de abertura de novas lojas foi alucinante: em 1997 inaugurou 28 lojas, em 1998 foram 33 e em 1999, 45 novas lojas estavam à disposição do ávido consumidor norte-americano, refletindo no crescimento de seu faturamento, que excedeu US$ 1 bilhão. Nesta época, eram mais de 300 lojas localizadas em 43 estados americanos.
Mas o sucesso da Bed Bath & Beyond não se deve única e exclusivamente pelo formato de suas lojas e grande variedades de produtos. O tratamento ao cliente é de vital importância, e neste sentido a empresa foi inovadora ao colocar inúmeras caixas registradoras em suas lojas para reduzir as filas e o tempo de espera dos consumidores; e principalmente ao adotar políticas como: se o cliente não encontrasse o produto desejado em uma de suas lojas, a empresa mandaria entregá-lo depois em sua residência sem cobrar nenhuma taxa. Além disso, dentro das lojas o marketing olfativo é um ponto alto: explora de forma brilhante os espaços internos, com aproveitamento para a exposição dos produtos (organizados em cores/harmonia na exposição dos produtos); amplos corredores, proporcionando mais conforto ao cliente; e auto-atendimento assistido.

## Linha do tempo
1993
- Instalação do sistema integrado de computadores em todas as suas lojas.
- Lançamento do serviço de listas de casamentos, que hoje responde por aproximadamente 15% de seu faturamento anual.

1994
- A rede começa a vender pequenos eletrodomésticos como batedeiras, liquidificadores, aspiradores, máquinas de café, secadores de cabelo e torradeiras.
- Outros produtos como relógios e lâmpadas foram adicionados a linha de produtos.

1998
- Início de seu comércio eletrônico pela Internet, colocando a disposição do consumidor mais um canal de venda.

2007
- Inauguração de sua primeira loja no Canadá.

2023
- Entrou com pedido de recuperação judicial com dívidas de mais de US$5 bilhões, sendo mais de $1,1 bilhão com o banco BNY Mellon.[3][4][5]

## Dados corporativos
- Origem: Estados Unidos
- Fundação: 1971
- Fundadores: Warren Eisenberg e Leonard Feinstein
- Sede mundial: Union, New Jersey
- Proprietário da marca: Bed Bath & Beyond Inc.
- Capital aberto: Sim (1992)
- Presidentes: Warren Eisenberg e Leonard Feinstein
- CEO: Steven Temares
- Presidente: Arthur Stark
- Faturamento: US$ 8.7 bilhões (2010)
- Lucro: US$ 791.3 milhões (2010)
- Valor de mercado: US$ 13.8 bilhões (maio/2011)
- Lojas: 984
- Presença global: 4 países
- Presença no Brasil: Não
- Funcionários: 48.000
- Segmento: Varejo
- Principais produtos: Acessórios e produtos para banheiro, cozinha e sala
- Principais concorrentes: Walmart, Target, Crate & Barrel e Willians Sonoma
- Slogan: Beyond any store of its kind
- Website: www.bedbathandbeyond.com

## A marca no mundo
A Bed Bath & Beyond, maior varejista especializada no segmento de cama, mesa e banho dos Estados Unidos, possui mais de 980 lojas espalhadas por 50 estados americanos, Porto Rico, Nova Zelândia e Canadá, vendendo artigos de cama, mesa, banho, além de móveis, faturando US$ 8.7 bilhões anualmente. A empresa ainda é proprietária das redes Christmas Tree Shops, buybuy BABY e Harmon Face Values.